# 胡詠琛
胡詠琛（？—？），號謙侯，福建省福州府侯官縣（今屬福州市閩侯縣）人，晚清政治人物、詩人。

## 經歷
光緒元年（1875年）乙亥鄉試副榜。
歷任泰寧縣、武平縣、龍巖縣教諭。
光緒十五年（1889年）己丑鄉試舉人。
光緒十六年（1890年）庚寅恩科第三甲第三十五名同進士出身。同年五月，著交吏部掣签，分发山西省以知县即用。

署理翼城縣、壺關縣知縣。補文水縣知縣，在任數年，公正廉明而有「胡青天」之稱。
二十八年（1902年）：山西巡撫岑春煊擬將胡詠琛調任壺關縣；十二月，護理山西巡撫趙爾巽奏劾屬吏，上諭：「文水縣知縣胡詠琛、才具平庸，不堪司牧。惟文理尚優，著以教職歸部銓選。」革職候銓，胡詠琛隨即以省親告假歸鄉。

## 著作
- 《水月主人詩草》二卷